# 東京障害特別
東京障害特別（とうきょうしょうがいとくべつ）とは東京競馬場で1956年から1998年まで行われていた障害の重賞競走である。

## 概要
1956年に創設。初回のみ重賞扱いではなく、重賞となったのは同年秋の第2回からである。襷の大障害コースを使用して施行されていたが、襷コース廃止により第86回競走は通常の順回りコースのみで行われた。襷コースを使用していたときは出走可能頭数が13頭であり、1987年春に初めてフルゲートで競走を行った。
1999年からは障害競走のグレード制導入に伴い、春は東京ハイジャンプ（J・GII、2009年より秋に移行）、秋は東京オータムジャンプ（J・GIII、2009年より春に移行し東京ジャンプステークスに改称）の名称で行われている。

## 歴代優勝馬

### 東京障害特別（春）
| 回数   | 年月日        | 優勝馬             | 性齢 | タイム   | 優勝騎手   | 管理調教師   |
| ------ | ------------- | ------------------ | ---- | -------- | ---------- | ------------ |
| 第1回  | 1956年7月1日  | ダイニミノル       | 牡4  | 3:57 0/5 | 伊藤英治   | 尾形藤吉     |
| 第3回  | 1957年6月2日  | ヤマトヒカリ       | 牡5  | 3:51 0/5 | 奥津功志   | 稲葉幸夫     |
| 第5回  | 1958年5月11日 | イシカリ           | 牝5  | 3:46 2/5 | 相川勝敏   | 鈴木清       |
| 第7回  | 1959年5月3日  | バイホウ           | 牝4  | 3:48 4/5 | 竹部鈴雄   | 二本柳俊夫   |
| 第9回  | 1960年5月3日  | ユーシユン         | 牝6  | 3:48.2   | 本田昌雄   | 松田由太郎   |
| 第11回 | 1961年6月4日  | ロイヤルレツジ     | 牡4  | 3:52.0   | 関口薫     | 中村広       |
| 第13回 | 1962年6月3日  | クサブエ           | 牝4  | 3:47.7   | 古賀一隆   | 古賀嘉蔵     |
| 第15回 | 1963年6月2日  | ナスノアラシ       | 牝5  | 3:43.9   | 奈良忠広   | 稲葉秀男     |
| 第17回 | 1964年6月7日  | タカライジン       | 牡5  | 3:44.1   | 長池辰三   | 久保田彦之   |
| 第19回 | 1965年6月13日 | フジノチカラ       | 牡5  | 3:46.5   | 稲部和久   | 橋本輝雄     |
| 第21回 | 1966年6月12日 | アタツクモア       | 牡4  | 3:47.4   | 吉田晴雄   | 尾形藤吉     |
| 第23回 | 1967年5月13日 | グローリターフ     | 牝5  | 3:42.3   | 小島太     | 高木良三     |
| 第25回 | 1968年6月23日 | リツシユン         | 牡5  | 3:41.0   | 星野信幸   | 橋本輝雄     |
| 第27回 | 1969年3月16日 | クインサーフ       | 牡5  | 3:40.4   | 田村正光   | 奥平作太郎   |
| 第29回 | 1970年3月1日  | キクノトップラン   | 牡5  | 3:42.5   | 横山富雄   | 山岡寿恵次   |
| 第31回 | 1971年1月24日 | メリーダンサー     | 牝7  | 3:41.4   | 法理弘     | 鈴木勝太郎   |
| 第33回 | 1972年5月7日  | ナスノヒエン       | 牡4  | 3:47.0   | 川越胖     | 稲葉秀男     |
| 第35回 | 1973年6月10日 | キタイシオー       | 牡5  | 3:44.3   | 星野忍     | 坂本栄三郎   |
| 第37回 | 1974年6月2日  | カシハタ           | 牝4  | 3:43.7   | 星野忍     | 中村広       |
| 第39回 | 1975年6月1日  | サクラオンリー     | 牡7  | 3:40.5   | 平井雄二   | 久保田彦之   |
| 第41回 | 1976年6月6日  | リバースポート     | 牡4  | 3:42.5   | 平井雄二   | 仲住達弥     |
| 第43回 | 1977年6月5日  | バローネターフ     | 牡5  | 3:43.3   | 三浦春美   | 矢野進       |
| 第45回 | 1978年6月4日  | タイフウオー       | 牡6  | 3:46.2   | 星野忍     | 久保田彦之   |
| 第47回 | 1979年6月3日  | ソーウンオー       | 牡5  | 3:45.8   | 塚越一弘   | 諏訪富三     |
| 第49回 | 1980年6月1日  | ナカミショウグン   | 牡4  | 3:45.0   | 栗原洋一   | 八木沢勝美   |
| 第51回 | 1981年1月31日 | プラトーフォンテン | 牡6  | 3:44.5   | 上田悟     | 宮沢今朝太郎 |
| 第53回 | 1982年2月6日  | イチエイボーイ     | 牡5  | 3:45.5   | 菅沼輝正   | 矢野幸夫     |
| 第55回 | 1983年2月5日  | オキノサキガケ     | 牡5  | 3:42.1   | 星野忍     | 佐藤林次郎   |
| 第57回 | 1984年2月11日 | ネイティブボーイ   | 牡4  | 3:43.2   | 佐藤吉勝   | 坂本栄三郎   |
| 第59回 | 1985年2月9日  | ピーチシャダイ     | 牡8  | 3:56.2   | 田中剛     | 加藤修甫     |
| 第61回 | 1986年2月15日 | ハクホウダンディ   | 牡7  | 3:42.0   | 嘉堂信雄   | 松田由太郎   |
| 第63回 | 1987年2月14日 | トウショウドリーム | 牡5  | 3:44.8   | 臼井武     | 保田隆芳     |
| 第65回 | 1988年2月13日 | センゴクルビー     | 牝6  | 3:43.8   | 坂本勝美   | 久保田敏夫   |
| 第67回 | 1989年2月11日 | エイシンフェアリー | 牡6  | 3:45.5   | 広松孝司   | 須貝彦三     |
| 第69回 | 1990年2月10日 | シンボリモントルー | 牡5  | 3:44.5   | 成田均     | 田中和夫     |
| 第71回 | 1991年2月9日  | シンボリクリエンス | 牡6  | 3:40.2   | 大江原哲   | 境征勝       |
| 第73回 | 1992年2月15日 | メジログッテン     | 牡5  | 3:41.4   | 押田年郎   | 大久保正陽   |
| 第75回 | 1993年2月13日 | ロンゲット         | 牝5  | 3:41.1   | 田中剛     | 矢野幸夫     |
| 第77回 | 1994年2月18日 | ブロードマインド   | 牡6  | 3:43.1   | 牧之瀬幸夫 | 矢野進       |
| 第79回 | 1995年2月11日 | リターンエース     | 牡7  | 3:37.9   | 嘉堂信雄   | 飯田明弘     |
| 第81回 | 1996年2月10日 | ポレール           | 牡5  | 3:42.4   | 古小路重男 | 岩元市三     |
| 第83回 | 1997年2月8日  | マイネルトレドール | 牡6  | 3:38.9   | 三浦堅治   | 稲葉隆一     |
| 第85回 | 1998年2月14日 | ケイティタイガー   | 牡9  | 3:39.7   | 嘉堂信雄   | 吉岡八郎     |

### 東京障害特別（秋）
| 回数   | 年月日         | 優勝馬             | 性齢 | タイム   | 優勝騎手   | 管理調教師   |
| ------ | -------------- | ------------------ | ---- | -------- | ---------- | ------------ |
| 第2回  | 1956年10月21日 | トヨシロ           | 牡4  | 3:47 1/5 | 相川勝敏   | 鈴木信太郎   |
| 第4回  | 1957年11月10日 | ヤマカブト         | 牝5  | 4:00 0/5 | 坂本栄三郎 | 小西喜蔵     |
| 第6回  | 1958年11月9日  | オータジマ         | 牡3  | 3:48 4/5 | 竹部鈴雄   | 古賀嘉蔵     |
| 第8回  | 1959年11月8日  | クイントツプ       | 牝4  | 3:44.7   | 野平幸雄   | 二本柳俊夫   |
| 第10回 | 1960年11月6日  | オーロラ           | 牡4  | 3:51.4   | 津田昭     | 二本柳俊夫   |
| 第12回 | 1961年11月26日 | ハルマサ           | 牝4  | 3:50.0   | 丹野光義   | 荒木静雄     |
| 第14回 | 1962年11月25日 | ゴールデンオーザ   | 牡3  | 3:46.8   | 関口薫     | 中村広       |
| 第16回 | 1963年9月29日  | キンタイム         | 牡4  | 3:46.4   | 稲部和久   | 佐藤正二     |
| 第18回 | 1964年11月29日 | キンタイム         | 牡5  | 3:45.1   | 小林常泰   | 佐藤正二     |
| 第20回 | 1965年11月7日  | アイエルオー       | 牡4  | 3:46.9   | 古賀一隆   | 西塚十勝     |
| 第22回 | 1966年10月30日 | ニシノウチ         | 牡6  | 3:47.4   | 前田禎     | 二本柳俊夫   |
| 第24回 | 1967年10月29日 | ヨコハマ           | 牡5  | 3:33.0   | 牛腸泰治   | 岩下密政     |
| 第26回 | 1968年11月24日 | フリートターフ     | 牡5  | 3:41.0   | 伊藤正徳   | 尾形藤吉     |
| 第28回 | 1969年11月23日 | オンワードピーター | 牡4  | 3:47.3   | 白石一典   | 森末之助     |
| 第30回 | 1970年11月3日  | トキツフジ         | 牡4  | 3:45.2   | 山田則弘   | 杉浦照       |
| 第32回 | 1971年11月23日 | アラートターフ     | 牡5  | 3:42.1   | 鹿野八郎   | 本郷重彦     |
| 第34回 | 1972年11月23日 | ハクコンゴウ       | 牡4  | 3:46.0   | 千田能照   | 尾形藤吉     |
| 第36回 | 1973年11月23日 | トキ               | 牝4  | 3:48.8   | 山田則弘   | 土田順三     |
| 第38回 | 1974年11月23日 | ヒロサンダー       | 牡5  | 3:43.1   | 山田展裕   | 久保田彦之   |
| 第40回 | 1975年10月5日  | メジロナゴヤ       | 牡4  | 3:50.0   | 山田展裕   | 大久保末吉   |
| 第42回 | 1976年11月20日 | トキワロッキー     | 牡4  | 3:52.4   | 佐藤照雄   | 田中和夫     |
| 第44回 | 1977年11月19日 | バローネターフ     | 牡5  | 3:45.7   | 三浦春美   | 矢野進       |
| 第46回 | 1978年11月18日 | オンワードカオリ   | 牝5  | 3:45.6   | 星野忍     | 阿部新生     |
| 第48回 | 1979年11月17日 | オキノサコン       | 牡5  | 3:48.2   | 根本康広   | 八木沢勝美   |
| 第50回 | 1980年11月9日  | プラトーフォンテン | 牡5  | 3:47.2   | 上田悟     | 宮沢今朝太郎 |
| 第52回 | 1981年11月8日  | トキノツヨシ       | 牡4  | 3:44.0   | 平井雄二   | 今津福松     |
| 第54回 | 1982年11月14日 | ラッキータウロ     | 牡6  | 3:44.0   | 臼井武     | 尾形充弘     |
| 第56回 | 1983年11月13日 | メジロザニアー     | 牝4  | 3:42.0   | 小柳由春   | 久恒久夫     |
| 第58回 | 1984年11月3日  | テイオージャ       | 牡7  | 3:42.3   | 菅沼輝正   | 森安弘昭     |
| 第60回 | 1985年11月2日  | オンワードボルガ   | 牡4  | 3:43.7   | 田中剛     | 二本柳俊夫   |
| 第62回 | 1986年10月11日 | ハッピーウォーリア | 牝4  | 3:48.4   | 臼井武     | 高松邦男     |
| 第64回 | 1987年10月17日 | トウショウドリーム | 牡5  | 3:50.8   | 臼井武     | 保田隆芳     |
| 第66回 | 1988年10月15日 | サンケイダイヤ     | 牡6  | 3:43.4   | 嘉堂信雄   | 久保田金造   |
| 第68回 | 1989年10月14日 | メジロマスキット   | 牝4  | 3:41.7   | 臼井武     | 尾形充弘     |
| 第70回 | 1990年10月13日 | シンクロトロン     | 牡5  | 3:41.6   | 古小路重男 | 山内研二     |
| 第72回 | 1991年10月19日 | シンボリクリエンス | 牡6  | 3:43.7   | 大江原哲   | 境征勝       |
| 第74回 | 1992年10月24日 | ディビーグロー     | 牡6  | 3:42.0   | 田中剛     | 中尾銑治     |
| 第76回 | 1993年10月23日 | ブロードマインド   | 牡5  | 3:42.6   | 牧之瀬幸夫 | 矢野進       |
| 第78回 | 1994年10月22日 | ニホンピロラック   | 牡6  | 3:42.2   | 北村卓士   | 伊藤雄二     |
| 第80回 | 1995年10月21日 | グレートリーフ     | 牡6  | 3:38.7   | 大江原哲   | 古川平       |
| 第82回 | 1996年10月19日 | ネーハイジャパン   | 牡4  | 3:39.8   | 出津孝一   | 布施正       |
| 第84回 | 1997年10月18日 | アワパラゴン       | 牡6  | 3:38.1   | 林満明     | 松元茂樹     |
| 第86回 | 1998年10月24日 | ノーザンレインボー | 牡8  | 3:42.3   | 田中剛     | 鈴木康弘     |

- 施行競馬場：第4、24回 中山競馬場
- 競走名：第24回「障害ステークス」
- 距離（「芝・ダート」は最後の直線のコース形態）：第1 - 3、5 - 23、25、26、28、30 - 86回 芝3300m、第4回 芝3550m、第24回 芝3100m、第27、29回 ダート3300m
- タイム：第1 - 7回 1/5秒表示、第8 - 86回 1/10秒表示

#### 各回競走結果の出典
- 「東京障害特別」『中央競馬全重賞競走成績集 【障害・廃止競走編】』日本中央競馬会、2006年、603-694頁。